# Gouvernement du Karnataka
Le gouvernement du Karnataka, anciennement gouvernement de Mysore, est l'organe exécutif de l'État indien du même nom (le Karnataka), au Sud du pays. Le Gouverneur de l'État, qui est nommé pour cinq ans par le Président de l'Inde, est le chef cérémoniel et constitutionnel de l'État mais n'agit que symboliquement. Le vrai pouvoir politique au sein du Gouvernement appartient au Ministre en chef, que le Gouverneur nomme officiellement, en tenant compte de la majorité parlementaire de l'Assemblée de l'État dont le Gouvernement doit être issu. Sur proposition du Ministre en chef, le Gouverneur nomme son Conseil des ministres.